# Danh sách tỷ phú Ma Cao theo giá trị tài sản
Dưới đây là danh sách các tỷ phú Ma Cao dựa trên sự định giá thường niên về của cải và tài sản được tổng hợp, biên soạn và xuất bản trên tạp chí Forbes của Mỹ năm 2017.

## Danh sách tỷ phú giàu nhất Ma Cao năm 2017
| Thứ hạng | Thứ hạng trên thế giới | Họ và tên      | Năm sinh | Quốc tịch | Giá trị tài sản (tỷ đô la Mỹ) | Nguồn gốc tài sản |
| -------- | ---------------------- | -------------- | -------- | --------- | ----------------------------- | ----------------- |
| 1        | 1940                   | Hứa Kiện Khang | 1952     | Ma Cao    | 1,0                           | Bất động sản      |